# NGC 42
NGC 42 — линзовидная галактика в созвездии Пегаса, открытая 30 октября 1864 года немецким астрономом Альбертом Мартом. Не исключено, что она может гравитационно взаимодействовать с находящейся рядом NGC 41.